# 臺灣海峽兩岸和平統一促進會
臺灣海峽兩岸和平統一促進會，簡稱和統會，是台灣的民間政治團體，由梁肅戎等人於1998年在台灣台北市成立，與中國和平統一促進會有合作關係。其宗旨在於推動中國和平統一。現任會長為郭俊次。

## 歷史
1998年4月19日，於台北市晶華酒店舉辦成立大會。以陳立夫為名譽會長，首任會長為梁肅戎，呂亞力、張潤書等人為理事，王建煊、郝龍斌等人為監事。
2004年，梁肅戎過世。會長由郭俊次接任。

## 相關團體
和統會在台灣有兩個次級組織，2004年成立的台灣人民推動中國和平統一促進會（簡稱台統會），主要活動於台灣南部，對象為台灣閩南人，主要反對台獨聯盟的活動。另外為於2006年成立的台灣兩岸和平發展促進會（簡稱台發會），為和統會的智庫，其活動區域為台灣北部縣市，主要對象為台灣客家人及台灣原住民。

## 活動
主要活動為舉辦兩岸關係座談會，舉辦台商與台灣青年參訪中國大陸。

## 外部連結
- 台湾海峡两岸和平统一促进会 （页面存档备份，存于）